# Великие Филипковичи
Великие Филипковичи (бел. Вялікія Філіпкавічы) — деревня в Дворецком сельсовете Рогачёвского района Гомельской области Беларуси.

## География

### Расположение
В 27 км на запад от районного центра и железнодорожной станции Рогачёв (на линии Могилёв — Жлобин), 148 км от Гомеля.

### Гидрография
На востоке и севере мелиоративный канал.

## Транспортная сеть
Транспортные связи по просёлочной, затем автомобильной дороге Бобруйск — Гомель. Планировка состоит из чуть изогнутой улицы, ориентированной с юго-востока на северо-запад, к которой присоединяются 3 короткие улицы. Застройка двусторонняя, преимущественно деревянная, усадебного типа.

## История
В 1705 году упоминается как деревня Пилипковичи в Речицком повете ВКЛ. В XIX веке деревня в Речицком уезде Минской губернии. В 1925 году были 2 деревни: Великие Филипковичи и Малые Филипковичи, которые позже стали называться Новые Филипковичи. В 1930 году организован колхоз имени М. В. Фрунзе, работали нефтяная мельница и кузница. Во время Великой Отечественной войны в деревне с мая 1942 года действовала подпольная патриотическая группа (руководитель Г. П. Лукашевич), имелись 2 явочные квартиры. Подпольщики передали партизанам 31 винтовку, 2 пистолета, много патронов и гранат. Партизаны с участием подпольщиков разгромили созданный здесь оккупантами опорный пункт. 61 житель погиб на фронте. В 1980 году к деревне присоединена деревня Новые Филипковичи. Согласно переписи 1959 года в составе совхоза «Дворец» (центр — деревня Дворец). Располагалась начальная школа.

## Население

### Численность
- 2004 год — 73 хозяйства, 183 жителя.

### Динамика
- 1925 год — в Великих Филипковичах — 68 дворов и в Малых Филипковичах — 19 дворов.
- 1959 год — 210 жителей (согласно переписи).
- 2004 год — 73 хозяйства, 183 жителя.